# Paul Sixt III von Trautson

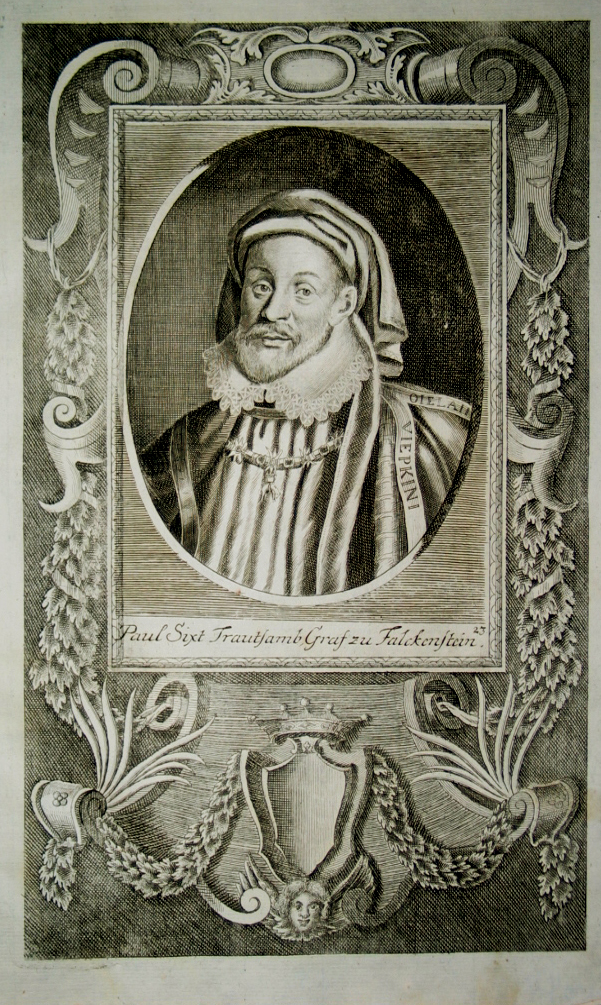
Paul Sixt Graf von Trautson

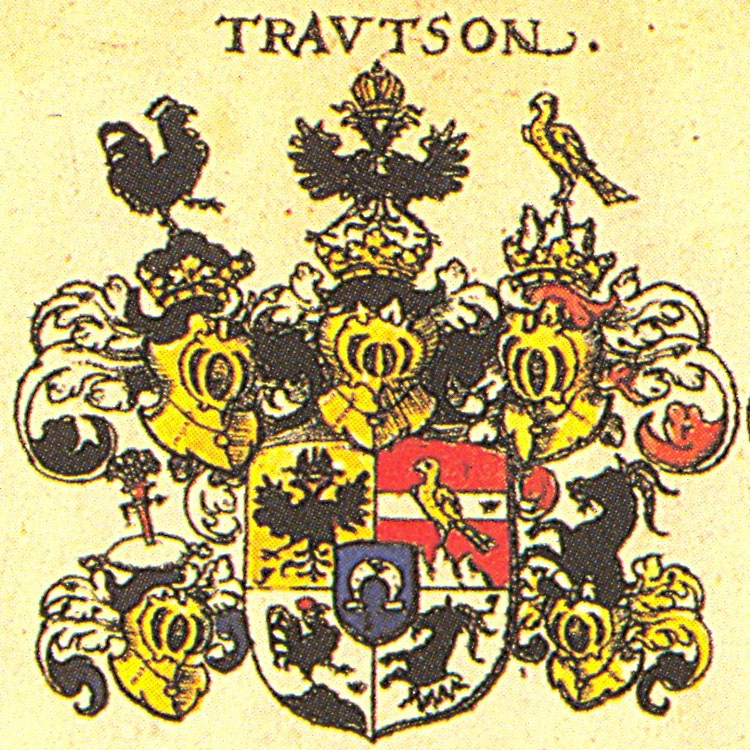
Stemma di famiglia

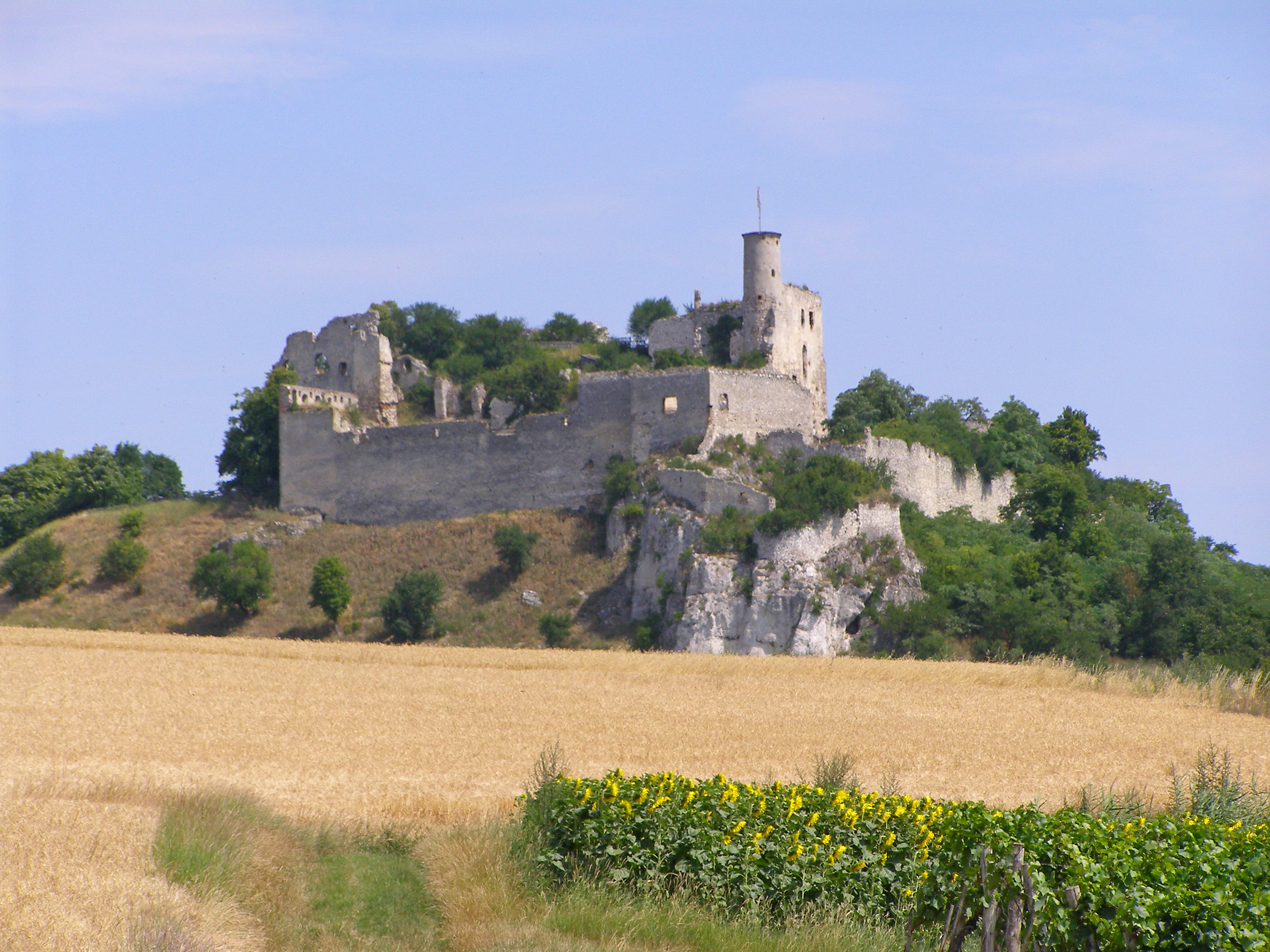
Castello di Falkenstein

Paul Sixt III von Trautson (1548 – Vienna, 30 luglio 1621) è stato un diplomatico tedesco e uomo di Stato, dal 1598 conte di Falkenstein, signore di Matrei, del castello di Schrofenstein e del castello di Bideneck in Tirolo e del castello di Poysbrunn.

## Origini
Proveniva dalla famiglia Trautson. Suo padre era Johann III, che aveva portato la famiglia dal Tirolo alla corte di Vienna. Sua madre era Brigitta Madruzzo, sorella minore del cardinale Cristoforo Madruzzo.

## Vita
Paul Sixt crebbe alla corte di Vienna. Nel 1581 era Obersthofmarschall (Maresciallo di corte). Nel 1582 fu eletto Presidente del Consiglio aulico.
Paul Sixt, assieme al consigliere dell'imperatore Wolf Rumpf, ebbe un ruolo importante come uomo di Stato in occasione della disputa, giunta alla corte imperiale, che sorse dopo la morte del marchese di Solferino Orazio Gonzaga il 13 gennaio 1587 per la sua successione al marchesato, preteso dal duca di Mantova Guglielmo Gonzaga e dal marchese di Castiglione Rodolfo Gonzaga e dal marchese di Castel Goffredo Alfonso Gonzaga. La sentenza giunse il 30 giugno 1587 e fu favorevole ad Alfonso e Rodolfo. Paul Sixt fu interessato anche nella controversia che vide la successione del marchesato di Castel Goffredo dopo l'assassinio nel 1593 di Rodolfo Gonzaga, che vedeva contrapposti il duca di Mantova Vincenzo I Gonzaga e Francesco Gonzaga, succeduto a Rodolfo nel marchesato di Castiglione.
Nel 1598 fu al servizio dell'imperatore Rodolfo II. Paul Sixt ebbe il dominio di Falkenstein come contea libera nella condizione di conte d'impero, compresa la sua discendenza. Nel 1600 decadde con l'imperatore Rodolfo II. Si ritirò nel castello di Falkenstein e nel castello si Poysbrunn, che aveva fatto ampliare. Falkenstein venne ampliato a fortezza rinascimentale. La fortezza medievale di Poysbrunn venne ampliata a castello con quattro ali. Paul Sixtus appoggiò il fratello dei Rodolfo II, l'arciduca Mattia e ritornò in politica. Dal 1608 fu governatore della Bassa Austria. Nel 1612 venne nominato cavaliere dell'Ordine del Toson d'oro. Nel 1615 ricevette il titolo di Große Palatinat e di Münzregal (diritto di monetazione).
Morì nel 1621 a Vienna e venne sepolto nella Chiesa di San Michele.

## Famiglia
Paul Sixt si sposò tre volte. Il suo primo matrimonio fu con Anna von Eizing, il secondo con Anna Popel von Lobkowitz. Nel 1604 sposò la terza moglie Susanna Veronika von Meggau (* 1580, † 15 gennaio 1648), sorella di Leonhard Helfried von Meggau. Da questo matrimonio ebbe questi discendenti:
- Johann Franz (* 1609, † 1663), conte di Falkenstein
- Maria Elisabeth (* 1610, † 1663), sposò il 10 marzo 1626 a Vienna Johann Rudolf conte di Puchheim († 17 gennaio 1651 a Vienna, sepolto nel Minoritenkirche), di Raabs an der Thaya, Göllersdorf, Mühlburg, Krumbach, Kirchschlag, Saubersdorf, Erlach am Steinfelde.[9]